# Segunda División de Montenegro 2009-10
La Segunda División de Montenegro 2009-10 fue la edición del campeonato que transcurrió entre el mes de agosto de 2009 y el mes de mayo de 2010. El Fudbalski Klub Mladost Podgorica se proclamó campeón por primera vez en su historia y logró ascender a Primera División 2 años después. También logró ascender el OFK Bar que debutaría en Primera División.

## Datos de los clubes
| Equipo                                | Ciudad       | Estadio                          | Capacidad |
| ------------------------------------- | ------------ | -------------------------------- | --------- |
| Fudbalski Klub Bokelj                 | Kotor        | Stadiom Pod Vrmcem               | 5.000     |
| Fudbalski Klub Bratstvo Cijevna       | Podgorica    | Stadion Bratstva                 | 200       |
| Fudbalski Klub Čelik Nikšić           | Nikšić       | Stadion Željezare                | 2.000l    |
| Fudbalski Klub Crvena Stijena         | Podgorica    | Stadion Crvena Stijena           | 300       |
| Fudbalski Klub Gusinje                | Gusinje      | Grandski Stadion de Gusinje      | 1.000     |
| Fudbalski Klub Ibar                   | Rožaje       | Stadion Bandzovo Brdo            | 500       |
| Fudbalski Klub Mladost Podgorica      | Podgorica    | Stadion Cvijetni Brijeg          | 1.500     |
| Fudbalski Klub Jedinstvo Bijelo Polje | Bijelo Polje | Grandski Stadion de Bijelo Polje | 5.000     |
| Fudbalski Klub Jezero Plav            | Plav         | Stadion Pod Racinom              | 5.000     |
| Fudbalski Klub Otrant                 | Ulcinj       | Stadion Olympic                  | 900       |
| Fudbalski Klub Zabjelo                | Podgorica    | Stadion Zabjelo                  | 300       |
| Omladinski Fudbalski Klub Bar         | Bar          | Stadion Topolica                 | 6.000     |

## Sistema de competición
La Segunda División de Montenegro 2009-10 estuvo organizada por la Federación de Fútbol de Montenegro.
Contó con un grupo único integrado por doce clubes de toda la geografía montenegrina. Siguiendo un sistema de liga, los doce equipos se enfrentaron todos contra todos en dos ocasiones -una en campo propio y otra en campo contrario- sumando un total de 22 jornadas. El orden de los encuentros se decidió por sorteo antes de empezar la competición. Los emparejamientos de la tercera ronda se fijaron de acuerdo a la clasificación tras las dos primeras rondas, dando a cada equipo un tercer partido contra cada oponente para un total de 33 partidos por equipo.
La clasificación final se estableció con arreglo a los puntos obtenidos en cada enfrentamiento, a razón de tres por partido ganado, uno por empatado y ninguno en caso de derrota. Si al finalizar el campeonato dos equipos igualaron a puntos, los mecanismos para desempatar la clasificación son los siguientes:
1. El que tenga una mayor diferencia entre goles a favor y en contra en los enfrentamientos entre ambos. (Golaverage)
2. Si persiste el empate, se tiene en cuenta la diferencia de goles a favor y en contra en todos los encuentros del campeonato.
3. Si aún persiste el empate, se tiene en cuenta el mayor número de goles a favor en todos los encuentros del campeonato.

Si el empate a puntos es entre tres o más clubes, los sucesivos mecanismos de desempate fueron los siguientes: 
1. La mejor puntuación de la que a cada uno corresponda a tenor de los resultados de los partidos jugados entre sí por los clubes implicados.
2. La mayor diferencia de goles a favor y en contra, considerando únicamente los partidos jugados entre sí por los clubes implicados.
3. La mayor diferencia de goles a favor y en contra teniendo en cuenta todos los encuentros del campeonato.
4. El mayor número de goles a favor teniendo en cuenta todos los encuentros del campeonato.
5. El club mejor clasificado con arreglo a los baremos de fair play.

### Efectos de la clasificación
El equipo que más puntos sumó al final del campeonato fue proclamado campeón de liga y obtuvo el ascenso automático a Primera División, el subcampeón y el tercer clasificado disputaron la ronda de play-offs por el ascenso con el undécimo y décimo clasificados de Primera respectivamente.
Los clasificados en posición 11º y 12º descendieron automáticamente a Tercera División siendo remplazados por los dos equipos que vencieron en la ronda de play-offs por el ascenso a Segunda División.

## Clasificación
| Pos | Equipo                 | PJ | PG | PE | PP | GF | GC | DG  | Pts |
| --- | ---------------------- | -- | -- | -- | -- | -- | -- | --- | --- |
| 1   | F. K. Mladost          | 33 | 21 | 8  | 4  | 75 | 32 | +43 | 71  |
| 2   | O. F. K. Bar           | 33 | 18 | 11 | 4  | 40 | 10 | +30 | 65  |
| 3   | F. K. Bratstvo Cijevna | 33 | 15 | 11 | 7  | 35 | 24 | +11 | 56  |
| 4   | F. K. Bokelj           | 33 | 13 | 12 | 8  | 52 | 25 | +27 | 51  |
| 5   | F. K. Zabjelo          | 33 | 12 | 9  | 12 | 33 | 34 | -1  | 45  |
| 6   | F. K. Jedinstvo        | 33 | 11 | 10 | 12 | 42 | 43 | -1  | 43  |
| 7   | F. K. Jezero           | 33 | 11 | 7  | 15 | 41 | 50 | -9  | 40  |
| 8   | F. K. Čelik            | 33 | 11 | 6  | 16 | 36 | 51 | -15 | 39  |
| 9   | F. K. Ibar             | 33 | 10 | 7  | 16 | 27 | 44 | -17 | 37  |
| 10  | F. K. Otrant           | 33 | 8  | 12 | 13 | 28 | 35 | -7  | 36  |
| 11  | F. K. Crvena Stijena   | 33 | 9  | 9  | 15 | 30 | 44 | -14 | 36  |
| 12  | F. K. Gusinje          | 33 | 5  | 6  | 22 | 19 | 66 | -47 | 21  |

|  | Asciende a Primera División                             |
|  | Clasificación para los play-offs por el ascenso 2009-10 |
|  | Desciende a Tercera División                            |

## Resultados
| Pos | Ascienden a Primera División     |
| --- | -------------------------------- |
| 1º  | Fudbalski Klub Mladost Podgorica |
| 2º  | Omladinski Fudbalski Klub Bar    |

| Pos | Descienden a Tercera División |
| --- | ----------------------------- |
| 11º | Fudbalski Klub Crvena Stijena |
| 12º | Fudbalski Klub Gusinje        |